# 董鲁安

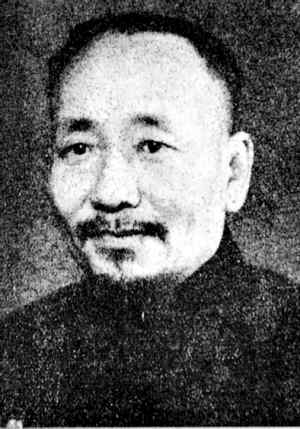

董鲁安（1896年—1953年8月20日），又名董璠、于力，字鲁庵，别号东峦，男，满族，祖籍河北宛平，中国修辞学家。

## 生平
董鲁安早年就读于北京高等师范学校。1920年毕业，此后任教于北京高等师范学校附属中学校。1923年再次进入北京师范大学读研究生。1925年毕业，后在北京女子师范大学、北京师范大学国文系、河北省立女子师范学院国文系、燕京大学国文系任教。1942年在中共地下党的安排下前往晋察冀边区。此后历任华北联合大学教育学院院长、华北大学二部副主任、晋察冀边区参议会副议长等。1949年作为无党派民主人士参加中国人民政治协商会议第一届全体会议，并当选第一届全国政协委员。中华人民共和国成立后，出任政务院人民监察委员会委员、河北省人民政府委员。1953年8月逝世，后被追认为中国共产党党员。